# FlexOS
FlexOS — операційна система реального часу, що випускалася компанією Digital Research у 1980-х роках для IBM PC-сумісних комп'ютерів. FlexOS була створена на основі DOS-890, була ліцензована і продавалася компанією IBM. На її основі IBM створила операційну систему IBM 4690 OS.
Останнім стабільним релізом операційної системи «FlexOS» стала версія 2.33.